# シロウリガイ
シロウリガイ（白瓜貝、学名:Calyptogena soyoae）は、マルスダレガイ目オトヒメハマグリ科に属する二枚貝。深海においてプレート活動に伴いメタンなどを多く含む冷水が湧出する場に形成される、冷水湧出帯生物群集（Cold Seep Community）を構成する種のひとつである。
1955年に水産庁東海区水産研究所の蒼鷹丸によるトロール調査で、東京湾口から相模トラフにかけて延びる東京湾海底谷の水深750m地点から死殻が採集され、1957年に奥谷喬司によって新種として記載された。学名の soyoae は「蒼鷹丸の」の意。和名は波部忠重による。生きている個体は、1984年になって相模湾初島沖の水深1000-1130mの地点で、しんかい2000による潜航調査によって初めて確認された。現生個体群は相模湾の水深800-1200mの現在活動中の断層に沿って分布している。
日本列島周辺の冷水湧出帯や熱水噴出孔には、相模湾のシロウリガイの他に、浜名湖沖天竜海底谷のノチールシロウリガイ、テンリュウシロウリガイ、カイコウシロウリガイや駿河湾のスルガシロウリガイ、沖縄本島北部南奄海丘のエンセイシロウリガイ、日本海溝のナギナタシロウリガイなどが生息している。
冷水湧出帯生物群集と同様の深海の化学合成生物群集（Chemosynthetic Community）には熱水噴出孔生物群集（Hydrothermal Vent Community）や鯨骨生物群集が知られ、前者からはシロウリガイと同属のガラパゴスシロウリガイ Calyptogena magnifica が、ガラパゴス諸島近くで東太平洋海膨と直交するガラパゴス断裂帯に生息しているのが知られるが、後者からはシロウリガイ類はまだ知られていない。

## 原記載
原記載論文
- Okutani, T (1957), “Two new species of bivalves from the deep water in Sagami Bay collected by the R.V. Soyo-Maru.”, Bull. Tokai. Regional. Fish. Res. Lab. 17:  pp. 27-31

模式産地：東京湾海底谷北側斜面水深750m地点

## 形態
殻長14cm。殻は長楕円形で殻頂は前方に寄り前傾、後位で外在する靭帯は長い。殻の腹縁はくぼむ。

## 生態
深海の冷水湧出帯に、大きなもので数十m四方以上にも達するパッチを形成し、ぎっしりと密集して生息する。殻長70-80mm以下の小型個体は海底堆積物に深く体を埋め、体の後端の水管だけを海水中に露出しているが、それより大きく育った個体は殻の前端だけを堆積物に埋めて斧足を下に伸ばし、殻のかなりの部分を海水中に露出して生活している。湧出する冷水に含まれるメタンを堆積物中の硫酸塩還元細菌が消費して硫化水素を生産するため、堆積物の10cmより深い部分では硫化水素濃度が急激に上がっている。シロウリガイはこの硫化水素を堆積物中に伸張させた斧足で摂取し、硫化水素運搬タンパク質によって鰓まで運ぶ。鰓の上皮細胞内には硫化水素を用いて有機物を合成する化学合成細菌が共生しており、シロウリガイはこの細菌から有機物を得て生活している。多くの二枚貝のようにプランクトンやデトリタスを摂食して生活するのではないので、消化管は退化している。
深海の二枚貝は餌となるプランクトンやデトリタスが乏しいため小型の種が多い。しかしシロウリガイ類は豊富な硫化水素によって化学合成細菌が生産する有機物に依存しているため、深海産の貝としては非常に大きく成長することができる。